# Antonio Paradiso (Schauspieler)
Antonio Paradiso (* 2. Januar 1965 in San Nicandro Garganico) ist ein italienischer Schauspieler.
Paradiso wuchs in Ulm auf. Nach seiner Schauspielausbildung war er am Theater in der Josefstadt in Wien tätig. 
Zudem wirkte er auch in einigen Filmen mit, so 1995 in einer Hauptrolle in dem preisgekrönten Spielfilm Unter der Milchstraße oder in dem Fernsehfilm Die Halbstarken von 1996. Einem breiten Publikum wurde Paradiso durch die Rolle des Starkochs Fausto Rossini in der ARD-Fernsehserie Lindenstraße bekannt, den er von November 1996 bis Dezember 2001 verkörperte.
Als Synchronsprecher lieh er u. a. Christopher Eccleston in Nur noch 60 Sekunden seine Stimme.